# Куркоткін Семен Костянтинович
Курко́ткін Семе́н Костянти́нович (31 січня (13 лютого) 1917, село Запрудне, тепер Раменський район, Московська область  — 16 вересня 1990, Москва)  — радянський воєначальник, заступник Міністра оборони СРСР — Начальник Тилу Збройних сил СРСР (1972—1988), Маршал Радянського Союзу (1983), Герой Радянського Союзу (1981). Кандидат у члени ЦК КПРС у 1971—1976 роках. Член ЦК КПРС у 1976—1989 роках. Депутат Верховної Ради СРСР 8—11-го скликань.

## Життєпис
Народився в селянській родині. У 1936 році закінчив Московський індустріально-педагогічний технікум.
У Червоній армії з 1 вересня 1937 року. У 1939 році закінчив Орловське бронетанкове училище. Однак замість командної роботи відразу був направлений на військово-політичну і був політруком роти з вересня 1939 по жовтень 1940 року. Направлений на навчання у Військово-політичне училище, закінчив його в 1941 році.
Член ВКП(б) з 1940 року.
У боях німецько-радянської війни з серпня 1941 року — політрук танкової роти окремого розвідувального батальйону стрілецької дивізії 7-ї окремої армії, що діяла в Карелії. У січні 1942 року направлений на курси перепідготовки воєнкомів, після закінчення яких у травні 1942 року направлений на Воронезький фронт. Там служив комісаром танкового батальйону, з жовтня 1942 року — командиром окремого танкового батальйону, з грудня 1942 року — заступником командира окремого танкового полку.
У 1943 році закінчив короткострокові академічні курси удосконалення старшого офіцерського складу. З червня 1943 року — заступник командира танкової бригади на Воронезькому фронті і 1-му Українському фронті, з грудня 1944 по травень 1945 року — виконувач обов'язків командира танкової бригади.
З червня 1945 по жовтень 1946 року командував 13-м гвардійським танковим полком, потім навчався у Військовій академії бронетанкових і механізованих військ Радянської Армії. У травні 1951 роки закінчив її і призначений заступником командира танкової дивізії. З грудня 1952 року — командир 10-ї гвардійської танкової дивізії. Закінчив Військову академію Генерального штабу в 1958 році.
З лютого 1959 року — командир 6-го армійського корпусу. З 7 травня 1960 року — командувач 5-ї гвардійської танкової армії (Білоруський військовий округ). З 28 січня 1965 року — командувач 2-ї гвардійської танкової армії (Група радянських військ у Німеччині). З 7 липня 1965 року — командувач 3-ї загальновійськової армії (Група радянських військ у Німеччині). З серпня 1966 року — перший заступник головнокомандувача Групи радянських військ у Німеччині.
З квітня 1968 по вересень 1971 року — командувач військ Закавказького військового округу.
З вересня 1971 року по липень 1972 року — головнокомандувач Групи радянських військ в Німеччині.
З липня 1972 по травень 1988 року — заступник міністра оборони СРСР — начальник Тилу Збройних Сил СРСР.
З травня 1988 по вересень 1990 року — генеральний інспектор Групи генеральних інспекторів Міністерства оборони СРСР.
Помер 16 вересня 1990 року в Москві. Похований на Новодівочому кладовищі.

## Військові звання
- Полковник (20.04.1950)
- Генерал-майор танкових військ (3.05.1955)
- Генерал-лейтенант танкових військ (22.11.1963)
- Генерал-полковник (24.02.1967)
- генерал армії (3.11.1972)
- Маршал Радянського Союзу (25.03.1983)

## Нагороди
- Герой Радянського Союзу (18.02.1981)
- п'ять орденів Леніна (31.10.1967, 11.02.1977, 31.05.1980, 18.02.1981, 19.02.1986)
- орден Жовтневої Революції (.05.1972)
- три ордени Червоного Прапора (19.02.1942, 31.01.1943, 7.10.1944)
- орден Кутузова 2-го ступеня (6.04.1945)
- орден Богдана Хмельницького II ступеня (6.05.1945)
- два ордени Вітчизняної війни I ступеня (18.05.1944, 6.04.1985)
- орден Червоної Зірки (20.04.1953)
- орден «За службу Батьківщині в Збройних Силах СРСР» III ступеня
- медалі